# 赫兹环形山
赫兹环形山（Hertz）是位于月球背面赤道区的一座大型古撞击坑，约形成于39.2-38.5亿年前的酒海纪，其名称取自德国物理学家海因里希·鲁道夫·赫兹(1857年-1894年)，1961年被国际天文学联合会批准接受。

## 描述

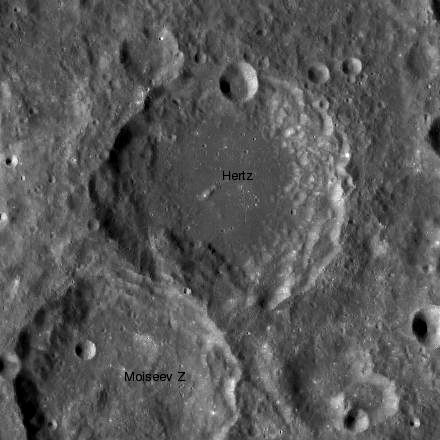
月球勘测轨道飞行器拍摄的图像

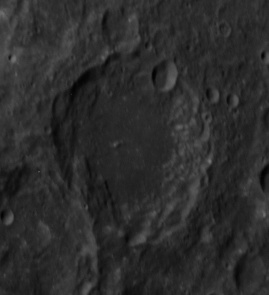
阿波罗14号哈苏相机拍摄的斜视图

该陨坑西侧毗邻金泽尔环形山、西北靠近麦比乌斯环形山、弗莱明环形山位于它的东北、东南偏南和西南偏南分别坐落了花拉子密环形山和莫伊谢耶夫环形山、而正西南则横亘了德雷耳环形山。赫兹环形山西面濒临界海，西北延伸着长约80公里的杰武尔斯基链坑。该陨坑中心月面坐标为13°19′N 104°34′E / 13.32°N 104.56°E，直径82.94公里，深度约2.8公里。
赫兹环形山是一座已明显磨损的撞击坑，内侧坑壁宽阔平缓，其中北侧内壁坡上覆盖了一座梨形状的陨石坑，而西南外侧壁则与卫星坑"莫伊谢耶夫 Z"相接壤，二者与莫伊谢耶夫环形山一起构成了一串短链坑。赫兹环形山坑壁平均高出周边地形1420米，内部容积约有7800公里3。碗状的坑底大体平坦和缓，中心点偏西南分布有一道小山脊。
赫兹环形山就位于月球正面东侧边沿后，有时在晴朗的夜空下，通过月球摄动可观察到它。在1976年被国际天文学联合会命名前，该环形山曾被称作"第200号陨石坑"。

## 另请参阅
- Andersson, L. E.; Whitaker, E. A. . NASA RP-1097. 1982.
- Blue, Jennifer. . USGS. July 25, 2007  [2007-08-05]. （原始内容存档于2015-05-26）.
- Bussey, B.; Spudis, P. . New York: Cambridge University Press. 2004. ISBN 978-0-521-81528-4.
- Cocks, Elijah E.; Cocks, Josiah C. . Tudor Publishers. 1995. ISBN 978-0-936389-27-1.
- McDowell, Jonathan. . Jonathan's Space Report. July 15, 2007  [2007-10-24]. （原始内容存档于2015-01-12）.
- Menzel, D. H.; Minnaert, M.; Levin, B.; Dollfus, A.; Bell, B. . Space Science Reviews. 1971, 12 (2): 136–186. Bibcode:1971SSRv...12..136M. doi:10.1007/BF00171763.
- Moore, Patrick. . Sterling Publishing Co. 2001. ISBN 978-0-304-35469-6.
- Price, Fred W. . Cambridge University Press. 1988. ISBN 978-0-521-33500-3.
- Rükl, Antonín. . Kalmbach Books. 1990. ISBN 978-0-913135-17-4.
- Webb, Rev. T. W.  6th revised. Dover. 1962. ISBN 978-0-486-20917-3.
- Whitaker, Ewen A. . Cambridge University Press. 1999. ISBN 978-0-521-62248-6.
- Wlasuk, Peter T. . Springer. 2000. ISBN 978-1-85233-193-1.